# 김한나 (성우)
김한나(1987년 5월 29일 ~ )는 대한민국의 성우이다. 2014년 KBS 39기 공채 성우로 데뷔했다.

## 출연작
- 닥터후 시즌 10 (KBS) - 스파이더(3화), 여사령관(비어트리스 커뉴, 8화)
- 꼬꼬마 텔레토비 (KBS) - 뚜비
- 다큐 세상 7회 : 푸른숲 경제를 깨우다 (KBS1) - 내레이션
- 사자 - 목소리 배우
- 고고버스 (투니버스) - 고고버스 고든, 은우
- 마법소녀 디디 - 브라스, 벨라, 두비두1
- 고고 다이노(EBS) - 토모(우리동네공룡부터)
- 조제, 호랑이 그리고 물고기들 - 마이
- 용감한 돌고래 벨루와 바닷속 친구들 - 에스텔

### 애니메이션
- 댕댕 어드벤처 - 뭉치